# Nazionale maschile under 17 di calcio dell'Argentina
La nazionale Under-17 di calcio dell'Argentina è la rappresentativa calcistica Under-17 dell'Argentina ed è posta sotto l'egida della federazione calcistica argentina.
La selezione compete per il campionato sudamericano di calcio Under-17 e per il campionato mondiale di calcio Under-17. In particolare la squadra ha vinto tre volte il sudamericano e mai il mondiale.

## Partecipazioni ai tornei internazionali

### Mondiali Under-17
| Edizione | Turno            | PG              | V               | N               | P               | GF              | GS              |
| -------- | ---------------- | --------------- | --------------- | --------------- | --------------- | --------------- | --------------- |
| 1985     | Primo turno      | 3               | 1               | 1               | 1               | 5               | 4               |
| 1987     | Non qualificata  | Non qualificata | Non qualificata | Non qualificata | Non qualificata | Non qualificata | Non qualificata |
| 1989     | Quarti di finale | 4               | 1               | 2               | 1               | 5               | 3               |
| 1991     | Terzo posto      | 6               | 2               | 2               | 2               | 5               | 5               |
| 1993     | Primo turno      | 3               | 1               | 1               | 1               | 7               | 6               |
| 1995     | Terzo posto      | 6               | 5               | 0               | 1               | 12              | 4               |
| 1997     | Quarti di finale | 4               | 2               | 1               | 1               | 3               | 2               |
| 1999     | Non qualificata  | Non qualificata | Non qualificata | Non qualificata | Non qualificata | Non qualificata | Non qualificata |
| 2001     | Quarto posto     | 6               | 3               | 1               | 2               | 12              | 9               |
| 2003     | Terzo posto      | 6               | 4               | 1               | 1               | 10              | 4               |
| 2005     | Non qualificata  | Non qualificata | Non qualificata | Non qualificata | Non qualificata | Non qualificata | Non qualificata |
| 2007     | Quarti di finale | 5               | 2               | 2               | 1               | 7               | 4               |
| 2009     | Ottavi di finale | 4               | 2               | 0               | 2               | 6               | 6               |
| 2011     | Ottavi di finale | 4               | 1               | 1               | 2               | 4               | 8               |
| 2013     | Quarto posto     | 7               | 4               | 1               | 2               | 13              | 12              |
| 2015     | Primo turno      | 3               | 0               | 0               | 3               | 1               | 8               |
| 2017     | Non qualificata  | Non qualificata | Non qualificata | Non qualificata | Non qualificata | Non qualificata | Non qualificata |
| 2019     | Ottavi di finale | 4               | 2               | 1               | 1               | 8               | 5               |
| 2021     | Non disputato    | Non disputato   | Non disputato   | Non disputato   | Non disputato   | Non disputato   | Non disputato   |
| 2023     | Quarto posto     | 7               | 4               | 0               | 3               | 19              | 10              |
| totale   | 15/19            | 72              | 34              | 14              | 24              | 117             | 90              |

## Palmares
- Campionato Sudamericano di Calcio Under-17
  - 4 Vittorie (1985, 2003, 2013, 2019)
  - 6 Secondi posti (1988, 1995, 1997, 2001, 2009, 2015)
- Campionato Mondiale di Calcio Under-17
  - 3 Terzi posti (1991, 1995, 2003)